# Mon amie Flicka (série télévisée)
Pour les articles homonymes, voir Flicka.
Mon amie Flicka (My Friend Flicka) est une série télévisée américaine de James B. Clark et Robert Gordon, en 39 épisodes de 25 minutes tournés en couleurs, créée d'après le roman éponyme de Mary O'Hara et diffusée entre le 10 février et le 2 novembre 1956 sur le réseau CBS.
En France, la série a été diffusée à partir du 16 avril 1960 sur RTF Télévision, et au Québec à partir du 2 octobre 1962 à la Télévision de Radio-Canada et rediffusée dès l'automne 1970 à Télé-Métropole et les stations du réseau TVA.

## Synopsis
Cette série met en scène l'amitié d'un jeune garçon, Ken McLaughlin, et d'une jument, Flicka, dans un ranch du Wyoming au tout début du XXe siècle.

## Distribution
- Johnny Washbrook (en) : Ken McLaughlin
- Gene Evans : Rob McLaughlin
- Anita Louise : Nell McLaughlin
- Frank Ferguson : Gus Broeberg

## Épisodes
1. Les Bandits (One Man's Horse)
2. L'Évadé (Blind Faith)
3. Une affaire d'honneur (A Case Of Honor)
4. Une bonne action (A Good Deed)
5. Les Vétérans (Cavalry Horse)
6. L'Accident (The Accident)
7. L'Étranger (The Stranger)
8. Le Cheval de cirque (The Wild Horse)
9. L'Arrogant (Rogue Stallion)
10. Titre français inconnu (The Little Secret)
11. Titre français inconnu (Act Of Loyalty)
12. La Selle d'argent (The Silver Saddle)
13. Titre français inconnu (The Phantom Herd)
14. L'Invité (The Little Visitor)
15. La Mine d'or (The Golden Promise)
16. L'Explosion (Black Dust)
17. Le Cavalier nocturne (The Night Rider)
18. Les Émigrants (The Settler)
19. L'Anniversaire (Wind From Heaven)
20. Titre français inconnu (The Whip)
21. Le Cheval blanc (The Runaways)
22. Le Photographe (The Cameraman)
23. Mon vieux Danny (Old Danny)
24. Titre français inconnu (Rough And Ready)
25. Le Carrosse royal (The Royal Carriage)
26. Le Lutin blanc (Mister Goblin)
27. Le Petit Indien (Rebels In Hiding)
28. Bien mal acquis (Lock, Stock & Barrel)
29. La Couturière (The Unmasking)
30. Le Visiteur nocturne (Refuge For The Night)
31. La Malchance (Against All Odds)
32. Le champion (The Old Champ)
33. Le Sorcier blanc (The Medicine Man)
34. Quand résonnent les trompettes (When Bugles Blow)
35. L'Écuyère (The Recluse)
36. L'Adoption (The Foundlings)
37. Première Idylle (Growing Pains)
38. La Rivière perdue (Lost River)
39. Bel Ami (Big Red)